# Barbara Rudnik
Pour les articles homonymes, voir Barbara et Rudnik.
Barbara Rudnik, née le 27 juillet 1958 à Kirchen et décédée le 23 mai 2009 à Wolfratshausen, est une actrice allemande.

## Filmographie

### Cinéma
- 1981 : Nightfall de Beate Klöckner : Annie
- 1982 : Neonstadt (de) film à sketches : figurant
- 1983 : Am Ufer der Dämmerung (de) de Jochen Richter : Lena Becher
- 1984 : Les Yeux du désir (de) (Tausend Augen) d'Hans-Christoph Blumenberg : Gabriele
- 1985 : Mein lieber Schatz de Beate Klöckner : Anna
- 1985 : Tango im Bauch d'Ute Wieland (de) : caméo
- 1986 : Douce France de François Chardeaux : Lise
- 1986 : Un homme à succès (de) (Müllers Büro) de Niki List (de) : Bettina Kant
- 1986 : La Presqu'île de Georges Luneau (d'après La Presqu'île de Julien Gracq) : Irmgard
- 1987 : L'Homme invisible (de) (Der Unsichtbare) de Ulf Miehe : Helene Benjamin
- 1992 : Garde-marines 3 (en) (Гардемарины III) de Svetlana Droujinina : la Reine de Prusse
- 1994 : Rotwang muß weg! (de) d'Hans-Christoph Blumenberg : Barbara Wilde, la maîtresse de Rotwang
- 1998 : Der Campus de Sönke Wortmann : Dr Ursula Wagner
- 1998 : Solo für Klarinette (de) de Nico Hofmann (de) : Johanna Steinmann
- 1999 : Schnee in der Neujahrsnacht de Thorsten Schmidt (de) : Carola
- 2000 : Komm, süßer Tod de Wolfgang Murnberger : Klara
- 2005 : Oktoberfest de Johannes Brunner : Birgit
- 2007 : Keinohrhasen de Til Schweiger : Lilli

### Téléfilms et mini-séries
- 1982 : Capriccio Infernale de Wilma Kottusch
- 1984 : Morgengrauen de Peter Sämann (de) : Rena
- 1984 : Treffer (de) de Dominik Graf : Conny
- 1984 : Kerbels Flucht d'Erwin Keusch (de) (d'après le roman éponyme d'Uwe Timm) : Karin
- 1984 : Gesichter des Schattens de Kristian Kühn (d'après le roman Les Visages de l'ombre de Boileau-Narcejac) : Marlene
- 1984 : Fanny Morgane oder Irgendwie muß das Glück ja heißen de Klaus Ickert (d'après le roman Fanny d'Ernest Feydeau) : Fanny Morgane
- 1986 : Kein Alibi für eine Leiche de Wolf Dietrich (de) (d'après une pièce de Francis Durbridge) : Clare Norman
- 1987 : Dann ist nichts mehr wie vorher (de) de Gerd Roman Frosch (de) : Gabriele Matern
- 1988 : Camillo Castiglioni oder die Moral der Haifische de Peter Patzak : Madame von Sekkau
- 1991 : Für immer jung de Vivian Naefe (de) : Judith
- 1991 : Voyage surprise (Ins Blaue) de Radu Gabrea : Trudi
- 1992 : Évasion de Jacek Gasiorowski : Laura
- 1993 : Rotlicht de Michael Lähn : Inge Scholl
- 1993 : Chute libre d'Yves Boisset : Lorraine
- 1995 : Il grande fuoco (it) de Fabrizio Costa (d'après Anna Karénine) (mini-série)
- 1995 : Der Sandmann (de) de Nico Hofmann (de) : Sabine Amman
- 1995 : Der Räuber mit der sanften Hand de Wolfgang Mühlbauer (mini-série) : Michelle (3 épisodes)
- 1995 : Das stille Haus de Christof Vorster : Helen
- 1996 : Der Parkhausmörder de Michael Keusch (de) : Ingrid Berger
- 1996 : Der gefälschte Sommer de Renate Brackhahn-Witt
- 1996 : Crash Kids de Petra Haffter : Ute
- 1997 : Es geschah am hellichten Tag de Nico Hofmann (de) : Elisabeth Heller
- 1997 : Der Schutzengel d'Uwe Janson (de) : Alexandra
- 1998 : À la poursuite de Fritz, le petit cochon (Ferkel Fritz) de Peter Timm : Sophie
- 1998 : Im Atem der Berge de Wolfgang Limmer : Karin
- 1998 : Schöne Feindin de Peter Keglevic : Laura Peterson
- 1998 : Gefährliche Wahrheit de Bodo Fürneisen (de) : Ruth Jacoby
- 1999 : Le Monstre du lac de Constance (Das Biest im Bodensee) de Richard Huber (de) : Eva Lehmann
- 1999 : Doppeltes Dreieck de Torsten C. Fischer (de) : Susanne Marquardt
- 1999 : Le Temps des orages (de) (Sturmzeit) de Bernd Böhlich (d'après le roman éponyme de Charlotte Link) (mini-série) : Felicia Lavergne
- 2000 : Mädchenhandel - Das schmutzige Geschäft mit der Lust de Michael Keusch (de) : Ingrid Berger
- 2000 : Mein Leben gehört mir de Christiane Balthasar (de) : Cordula Reichert
- 2000 : Entre l'arbre et l'écorce de Bruno Gantillon : Flora
- 2000 : L'Hiver de tous les regrets (Nicht heulen, Husky) de Tomy Wigand (de) : Barbara
- 2001 : Das Geheimnis - Auf der Spur des Mörders de Jorgo Papavassiliou (de) : Karen Fallscheider
- 2001 : Küss mich, Tiger! de Jan Ruzicka (de) : Sabine Popp
- 2002 : Ghettokids (de) de Christian Wagner (de) : Hanna Solinger
- 2002 : Verdammte Gefühle de Peter Lichtefeld (de) : Jette
- 2002 : Tödliches Vertrauen (de) de Johannes Grieser (de) : Johanna Dorn
- 2002 : Liebling, bring die Hühner ins Bett de Matthias Tiefenbacher (de) : Dr Beate Teuffel
- 2003 : Im Schatten der Macht d'Oliver Storz (de) : Rut Brandt
- 2004 : Zwei Wochen für uns de René Heisig (de) : Ina Heller
- 2004 : Un amour en musique (Sehnsucht nach Liebe) d'Erwin Keusch (de) : Anja Schneider
- 2005 : Die Mandantin de Marcus O. Rosenmüller (de) : Ariane Leonhardt
- 2005 : Die Leibwächterin de Markus Imboden : Johanna Sieber
- 2006 : Trois sœurs made in Germany (Drei Schwestern made in Germany) d'Oliver Storz (de) : Nora Sonnenberg
- 2007 : Der fremde Gast de Marcus O. Rosenmüller (de) (d'après le roman L'Invité de la dernière heure de Charlotte Link) : Rebecca Brandt
- 2007 : Pour le meilleur... (Der geheimnisvolle Schwiegersohn) de Michael Rowitz (de) : Christiane Schachtner
- 2009 : Mörder auf Amrum de Markus Imboden : Carla Labahn
- 2009 : Der Stinkstiefel (de) de Thomas Nennstiel (de) : Paula
- 2010 : Lüg weiter, Liebling (de) de Gabriela Zerhau (de) : Dr Gruber

### Séries télévisées
- 1983 : Un cas pour deux : Marché de dupes (Ein Fall für zwei : Zwielicht) : Sigrid Vorholz
- 1985 : Le Renard : Une morte au safari (Der Alte : Eine Tote auf Safari) : Birgit Hornung
- 1986 : L'enquêteur : Roi sans royaume : (Der Fahnder : Ein König ohne Reich) : Ute Bieler
- 1986 : Irgendwie und Sowieso (de) : la Comtesse (3 épisodes)
- 1988 : L'enquêteur : Douteux (Der Fahnder : Im Zwielicht) : Claudia Tancredi
- 1988 : Un cas pour deux : Le Dossier Kramm (Ein Fall für zwei : Die Akte Kramm) : Christa Geerdes
- 1989 : Dick Francis : In the Frame (d'après le roman éponyme d'Dick Francis) : Marina Zimmer
- 1989 : Meister Eder und sein Pumuckl (de) : Ein Knüller für die Zeitung : la reportère
- 1989 : Peter Strohm : Putsch au Surinam (Peter Strohm : Die Mondscheinmänner) : Priska Rötting
- 1989 : Euroflics : Tarif de nuit (Eurocops : Zahltag bei Nacht) : Barbara
- 1990 : Soko brigade des stups : L'Affaire Gstettner (SOKO 5113 : Einen Zug voraus) : Elfriede
- 1991 : Insel der Träume (de) : Der Sieger : Andrea Langhorn
- 1993 : Vater braucht eine Frau : Hanna : Hanna Schönberg
- 1993 : Glückliche Reise (de) : Grönland : Monika Feldmann
- 1993 : Happy Holiday (de) : Tango : Esther
- 1993 : Les Routiers : Les Flambeuses (Auf Achse : Spielerinnen) : Nora
- 1993 : Soko brigade des stups : Les Tricheurs (SOKO 5113 : Falsches Spiel) : Linda
- 1994 : Die Stadtindianer : Marion (12 épisodes)
- 1994 : Euroflics : Jusqu'à ce que la mort vous sépare (Eurocops : Bis dass der Tod euch scheidet) : Lena Hartmann
- 1994 : Faust (de) : Ciao Bruno : Tatjana
- 1995 : L'As des privés (it) : L'Ombre du passé (A.S. : Schatten der Vergangenheit) : Marion Hänel
- 1995 : Commissaire Palu : Piège fatal (de) (Tatort : Eine todsichere Falle) : Karla Dupeyron
- 1996 : Code 003 (it) : Témoin à charge (Die Drei : Der Zeuge der Anklage) : Uschi Penk
- 1996 : Männer sind was Wunderbares (de) : Etikettenschwindel : Joanna
- 1996 : Der König (de) : Schwarzer Peter : Olga
- 1997 : Maître Da Costa : Meurtres sur rendez-vous : Kathy Morgan
- 1997 : L'enquêteur : Retrouvailles mouvementées (Der Fahnder : Klassentreffen)
- 1997 : Tatort / Commissaire Léa Sommer : Gefährliche Übertragung (de) : Theresa Moiser
- 1997 : Commissaire Batic : Amour, sexe et mort (de) (Tatort : Liebe, Sex, Tod) : médecin légiste
- 1998 : Wilsberg (de) : In alter Freundschaft (de) : Ines
- 1998 : Une équipe de choc : Jeu de bombes (Ein starkes Team : Das Bombenspiel) : Anna Ansorge
- 1999 : Double jeu (de) : Cœur froid (Zwei Brüder : Herztod) : Heike Mende
- 2000 : Zwei zum Verlieben : Rita : Rita
- 2001 : Tatort : Und dahinter liegt New York (de) : Claudia Finke
- 2002 : Polizeiruf 110 : Grauzone (de) : commissaire Simone Dreyer
- 2003 : Polizeiruf 110 : Abseitsfalle (de) : commissaire Simone Dreyer
- 2003-2007 : Solo für Schwarz (de) : Hannah Schwarz (4 épisodes)
- 2004 : Der Bulle von Tölz (de) : Der Tölzi (de) : Isabella Schorlemmer
- 2004 : Inspecteur Ballauf : La Balance (de) (Tatort : Odins Rache) : Ute Meier-Brinkmann
- 2006-2009 : Commissaire Laurenti : Laura Laurenti (5 épisodes)

### Court-métrage et film étudiant
- 1980 : Altosax (HFF) : Barbara
- 1980 : Talente (HFF)
- 1980 : Tennessee Stud (HFF)
- 1982 : Love Unlimited (HFF)
- 1982 : Out of Time (HFF) : la vendeuse de disques
- 1984 : Geraubte Lügen (HFF)
- 1997 : 8cht (court métrage) : la téléphoniste